# Stefan Trechsel
Stefan Trechsel (Bern, 25 juni 1937) is een Zwitsers rechtsgeleerde. In de jaren zeventig was hij officier van justitie en in de rest van zijn werkzame leven was hij docent en hoogleraar strafrecht en strafprocesrecht aan verschillende universiteiten in Zwitserland. Na zijn emeritaat was hij nog vier jaar lang rechter voor het Joegoslavië-tribunaal.

## Levensloop
Trechsel werd in 1937 geboren als zoon van de dominee van Boltigen; zijn moeder stamde uit een joodse familie uit Berlijn. Zijn studie volgde hij in de rechten aan de Universiteit van Bern. In 1966 promoveerde hij met een dissertatie in het thema Der Strafgrund der Teilnahme. Zes jaar later habiliteerde hij op het thema Die europäische Menschenrechtskonvention, ihr Schutz der persönlichen Freiheit und die schweizerischen Strafprozessrechte.
Van 1971 tot 1975 was hij officier van justitie in Bern. In hetzelfde jaar werd hij gekozen in de Europese Mensenrechtencommissie, waarvan hij uiteindelijk de laatste voorzitter was tot 1998. Daarnaast was hij docent aan de universiteiten van Fribourg, Bern en Zürich, totdat hij in 1979 werd aangesteld als gewoon hoogleraar strafrecht en strafprocesrecht aan de Universiteit van St. Gallen. In 1999 wisselde hij naar Zürich en hij emeriteerde in de zomer van 2004. Twaalf jaar lang was hij lid van het curatorium voor strafrecht en criminologie van het Max Planck-instituut voor buitenlands en internationaal strafrecht.
Van 2006 tot 2012 was hij rechter ad litem voor het Joegoslavië-tribunaal in Den Haag. Verder was hij adviseur voor de Verenigde Staten in de zaken LaGrand die voor het Internationale Gerechtshof diende.